# Campionato italiano indoor maschile di pallanuoto 1963
Il campionato italiano indoor 1963 è stata la 9ª edizione del campionato italiano indoor maschile di pallanuoto. Il torneo fu disputato da quattordici squadre, il numero più alto di partecipanti mai raggiunto dalla competizione, raggruppate inizialmente in tre gironi. Le prime due classificate di ogni girone si affrontarono in un girone finale disputato a Genova dal 17 al 19 maggio 1963.

## Finali

### Classifica
|  |    | Finali 1963       | Pt | G | V | N | P | GF | GS | DR  |
|  | -- | ----------------- | -- | - | - | - | - | -- | -- | --- |
|  | 1. | Pro Recco         | 10 | 5 | 5 | 0 | 0 | 22 | 11 | +11 |
|  | 2. | Pegli             | 6  | 5 | 3 | 0 | 2 | 16 | 10 | +6  |
|  | 3. | Lazio             | 6  | 5 | 3 | 0 | 2 | 19 | 16 | +3  |
|  | 4. | Canottieri Napoli | 5  | 5 | 2 | 1 | 2 | 20 | 13 | +7  |
|  | 5. | Camogli           | 3  | 5 | 1 | 1 | 3 | 8  | 14 | -6  |
|  | 6. | Triestina         | 0  | 5 | 0 | 0 | 5 | 9  | 30 | -21 |

## Verdetti
- Pro Recco Campione indoor d'Italia 1963